# حمض الهيكسيتول النووي
حمض الهيكسيتول النووي (HNA) هو حمض نووي اصطناعي يحتوي على عمود فقري مفسفر 1,5-أنهيدروهكسيتول وقواعد نووية طبيعية. 
يمكن لـ HNA أن يشكل ثنائيات مستقرة ومقاومة للنواة مع DNA وRNA، مما يجعله مرشحًا محتملاً للتطبيقات الطبية الحيوية مثل الأبتمرات، والعوامل المضادة للتحسس، والبوليمرات الجينية الاصطناعية. 
HNA هو أيضًا نظير موسع للحمض النووي، حيث تم إدخال مجموعة الميثيلين بين O4′ وC1′ لحلقة الريبوز. يُظهر التركيب البلوري لدوبلكس HNA أنه يستخدم حلزونًا أيمنًا بهندسة مشابهة للحمض النووي، ولكن بقطر أكبر ودرجة ميل أصغر.
يعد HNA أحد الأمثلة العديدة للأحماض النووية الغريبة الحيوية (XNAs) التي تم تصميمها وتصنيعها لاستكشاف التنوع الكيميائي والوظيفي للأحماض النووية خارج الطبيعة. 

## التاريخ
تم الإبلاغ عن حمض الهيكسيتول النووي HNA لأول مرة في عام 1997 من قبل فريق هيردوين وزملائه. لقد قاموا بتركيب مونومرات وأوليجومرات HNA باستخدام تفاعل ميتسونوبو المعدل. HNA هو نظير موسع للحمض النووي، حيث تم إدخال مجموعة الميثيلين بين O4′ وC1′ لحلقة الريبوز. يمكن لـ HNA أن يشكل ثنائيات مستقرة ومقاومة للنواة مع DNA وRNA، مما يجعله مرشحًا محتملاً للتطبيقات الطبية الحيوية.
يعد HNA أيضًا أحد الأمثلة العديدة للأحماض النووية الغريبة الحيوية (XNAs) التي تم تصميمها وتصنيعها لاستكشاف التنوع الكيميائي والوظيفي للأحماض النووية خارج الطبيعة.

## الفوائد
يمكن أن يرتبط HNA بالحمض النووي والحمض النووي الريبي (RNA) بدرجة عالية من التقارب والخصوصية، والتي يمكن استخدامها للتعرف الجزيئي والتداخل. يتمتع HNA بثبات ملحوظ ضد النيوكلياز والأحماض والقلويات، مما يمكن أن يعزز خصائص الحركية الدوائية والفعالية العلاجية للأليغنوكليوتيدات. يمكن تصنيع HNA بالطرق الكيميائية والإنزيمية، مما يسهل إنتاج وتعديل أليغنوكليوتيدات. يمكن استخدام HNA كوحدة بناء للبوليمرات الجينية الاصطناعية (XNAs)، والتي يمكنها توسيع ذخيرة المعلومات الجينية والتطور.